# 万松老人塔
39°55′19″N 116°22′23″E / 39.922°N 116.373°E
万松老人塔，位于北京市西城区金融街街道西四南大街43号，砖塔胡同东口，为八角九层密檐式砖塔，是北京内城仅存的砖塔。该塔为万松行秀的墓塔，原为7层塔，始建于元代，该塔所在胡同也因其而得名为砖塔胡同。明清两代曾多次重修，其中清朝年间该塔被加盖至9层。中华民国大陆时期，叶恭绰等人曾专门成立万松老人塔的维护机构并对其加以修缮。中华人民共和国成立后，万松老人塔先后于1995年和2013年被列为北京市文物保护单位和全国重点文物保护单位。

## 历史
万松老人，即为万松行秀禅师（1166年－1246年），自称为“万松野老”，是金、元年间的佛教曹洞宗大师，曾被蒙古大汗窝阔台选为国师:43，耶律楚材曾在其门下学禅3年。在其圆寂之后，后人为其在今砖塔胡同东口的位置修建了一座砖砌墓塔，是为万松老人塔。该塔初建时为八角七层式密檐式塔，塔高一丈五尺，正面有刻有“万松老人塔”字样的青石匾额。塔周围的胡同也因其被命名为砖塔胡同，并成为北京市有史料记载的最古老的胡同。此后曾有人围塔造屋，此后这间屋子被用作了饭店，塔身一度被拿来磨刀用，塔檐被用来悬挂猪肉。明万历三十三年（1605年）该塔被重修，清乾隆十八年（1753年）时该塔再次被重修，并在原来的基础上被加高，变成了现存的八角九层密檐式砖塔:113，此外在塔的南侧还新增了一块纪事石碑，上有“乾隆十八岁次癸酉谷旦康亲王永恩奉敕重修”字样。重修后的万松老人塔高15.9米，四周有塔院保护，该院落东西长约14米，南北宽约7米，总面积99.3平方米，其中建筑面积为25.5平方米。民国初年，万松老人塔因欠缺修缮，塔顶长满杂草，原有匾额已经丢失。1927年，北洋政府交通总长叶恭绰等人为了保护万松老人塔，组建了万松精舍，对万松老人塔出资修缮，并重写“元万松老人塔”字样的匾额，此后请来附近的广济寺的僧人照看该塔。1950年，叶恭绰等人向中华人民共和国政府申请再次重修万松老人塔，并在修缮完成之后将万松老人塔交由中华人民共和国政府保护:16:93。

## 结构
万松老人塔位于北京市西城区西四南大街41号旁门内，砖塔胡同东口。该塔为八角九层密檐式砖塔，是北京内城仅存的砖塔。塔高15.9米，塔身第一层四正面辟假券门，四侧面辟正方形假窗。密檐为叠涩封护檐，密檐下没有斗拱。塔顶为尖形筒瓦顶，最顶端为刹座和宝珠。塔内包裹有元代的原塔。:380:114:510:573:93

## 保护
1976年时，在唐山大地震的影响下，万松老人塔的塔尖被震落，但随即被文物部门重新安装回去。1986年，北京市西城区政府拨款修缮万松老人塔:41，发现在现存塔身内部包裹有元代时修建的原塔:113。1995年10月20日，万松老人塔被列为北京市文物保护单位:715。2002年，万松老人塔被列入规划中的西城区历史风貌区，西城区文保部门于2007年开始对古塔进行勘探与修护。2008年，长期占用该院的图片社被腾退，其余遮挡塔身多年的违章建筑物也被全部清除。2010年，万松老人塔维修基本完成，此后塔院一直未对公众开放。2013年3月5日，万松老人塔被列为全国重点文物保护单位。2014年4月23日，北京市西城区政府将塔院打造为北京市市首个非营利性公共阅读空间“砖读空间”，具体运营模式是由西城区文化委员会、西城区图书馆以及街道、社区等单位与正阳书局共同组成管委会，委托正阳书局运营管理。此外，西城区图书馆还在塔院内开设了借阅处。

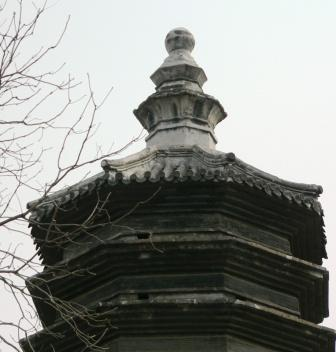
塔顶细节
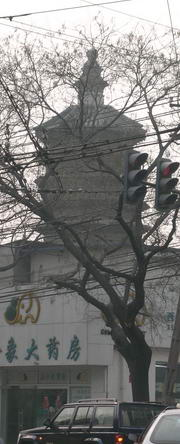
2005年的万松老人塔
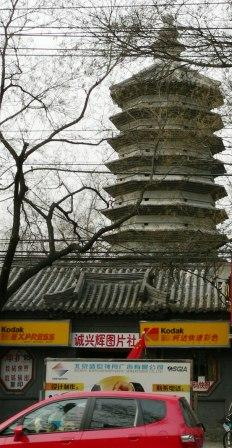
2005年的万松老人塔，塔院正被一家图片社占用
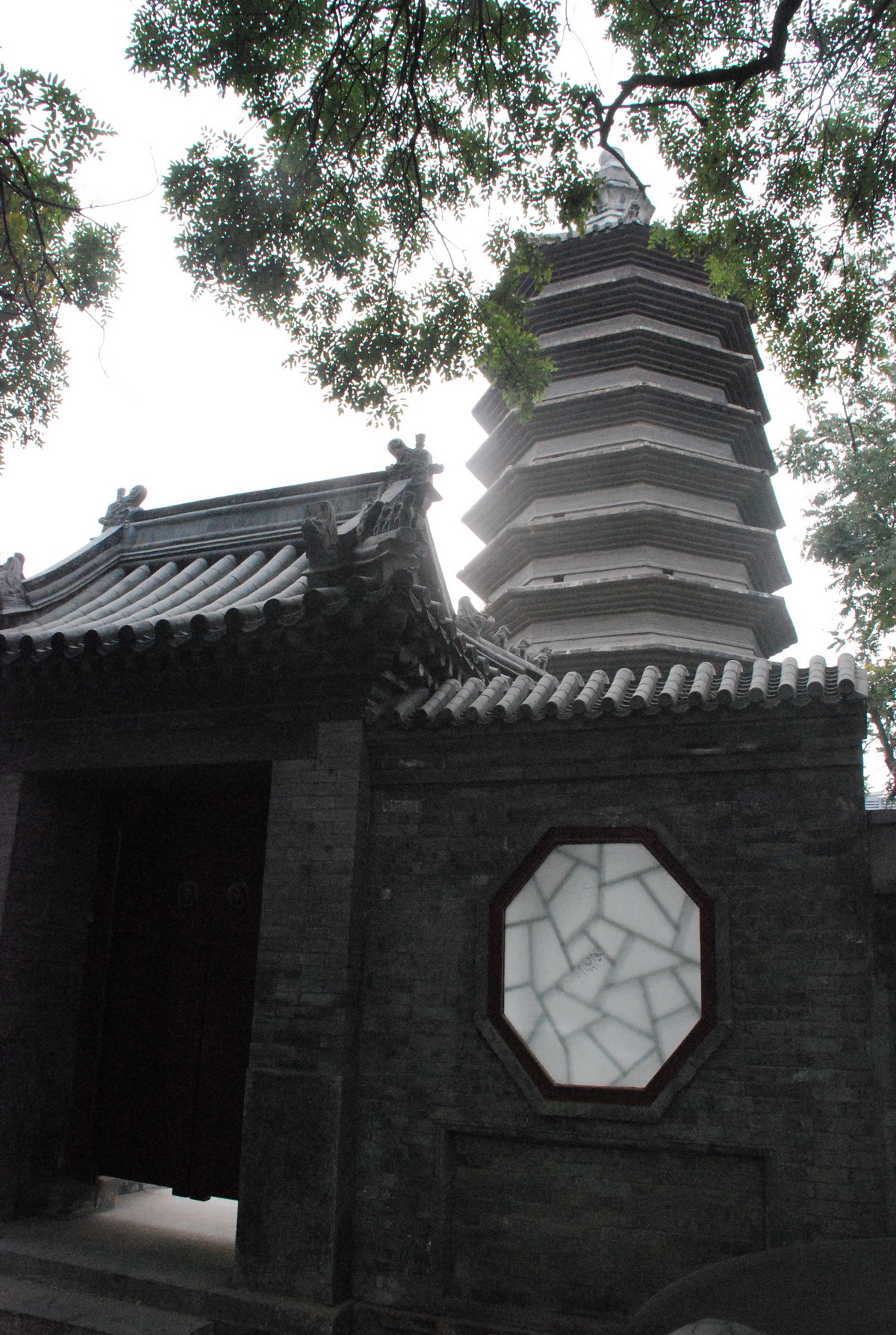
2011年的万松老人塔
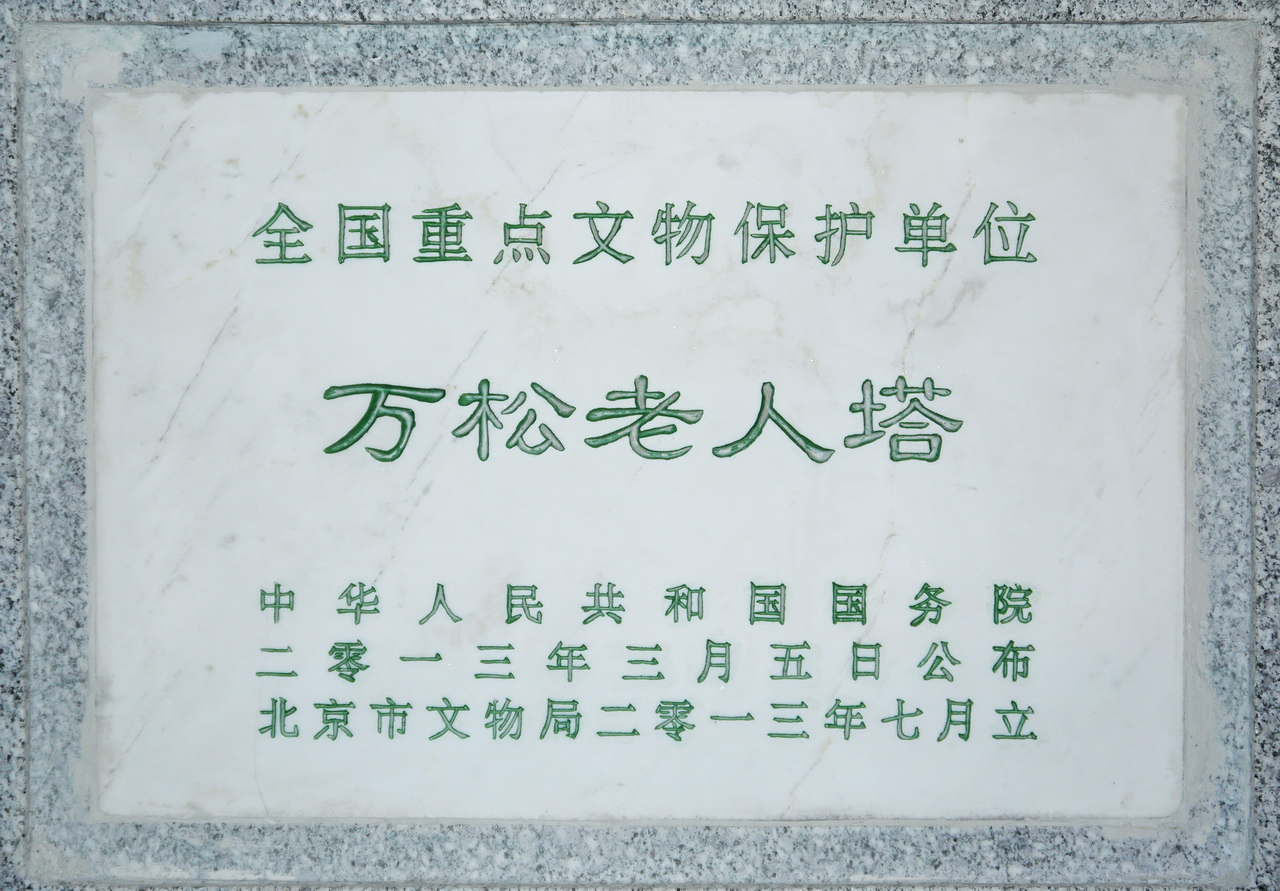
第七批全国重点文物保护单位标志碑

## 备注
1. ↑  1-1231年时，万松行秀曾被窝阔台赏赐一颗佛牙以及“万松老人”称号[1]:25。
2. ↑  此处仅为万松老人的一部分骨殖，当时建造的万松舍利塔还有很多座[1]:43，其中一座位于河北邢台的一处古塔群中，但该片古塔群已经湮没，清嘉庆年间的《邢台县志》中完整地保留了《万松舍利塔铭》[2]。
3. ↑  原塔具体情况因没有详细勘察，暂时不得而知[8]。